# نيلس بيرغستروم (لاعب كرة قدم)
نيلس بيرغستروم (بالسويدية: Nils Bergström)‏ هو لاعب كرة قدم سويدي، ولد في 28 مارس 1921، وتوفي في 27 ديسمبر 2001. لعب مع أيك سولنا.